# Towstoluh
Towstoluh (ukrainisch Товстолуг; russisch Толстолуг Tolstolug, polnisch Toustoług) ist ein Dorf im Zentrum der ukrainischen Oblast Ternopil mit etwa 700 Einwohnern (2015).
Das erstmals 1482 schriftlich erwähnte Dorf gehört administrativ zur Landgemeinde Welyki Haji (Великогаївська громада) im Osten des Rajon Ternopil.
Die Ortschaft hat eine Fläche von 2,250 km² und liegt am Ufer der Hnisna (Гнізна), einem 81 km langen, linken Nebenfluss des Seret, 8 km südöstlich vom Gemeindezentrum Welyki Haji und 14 km südöstlich vom Rajon- und Oblastzentrum Ternopil.

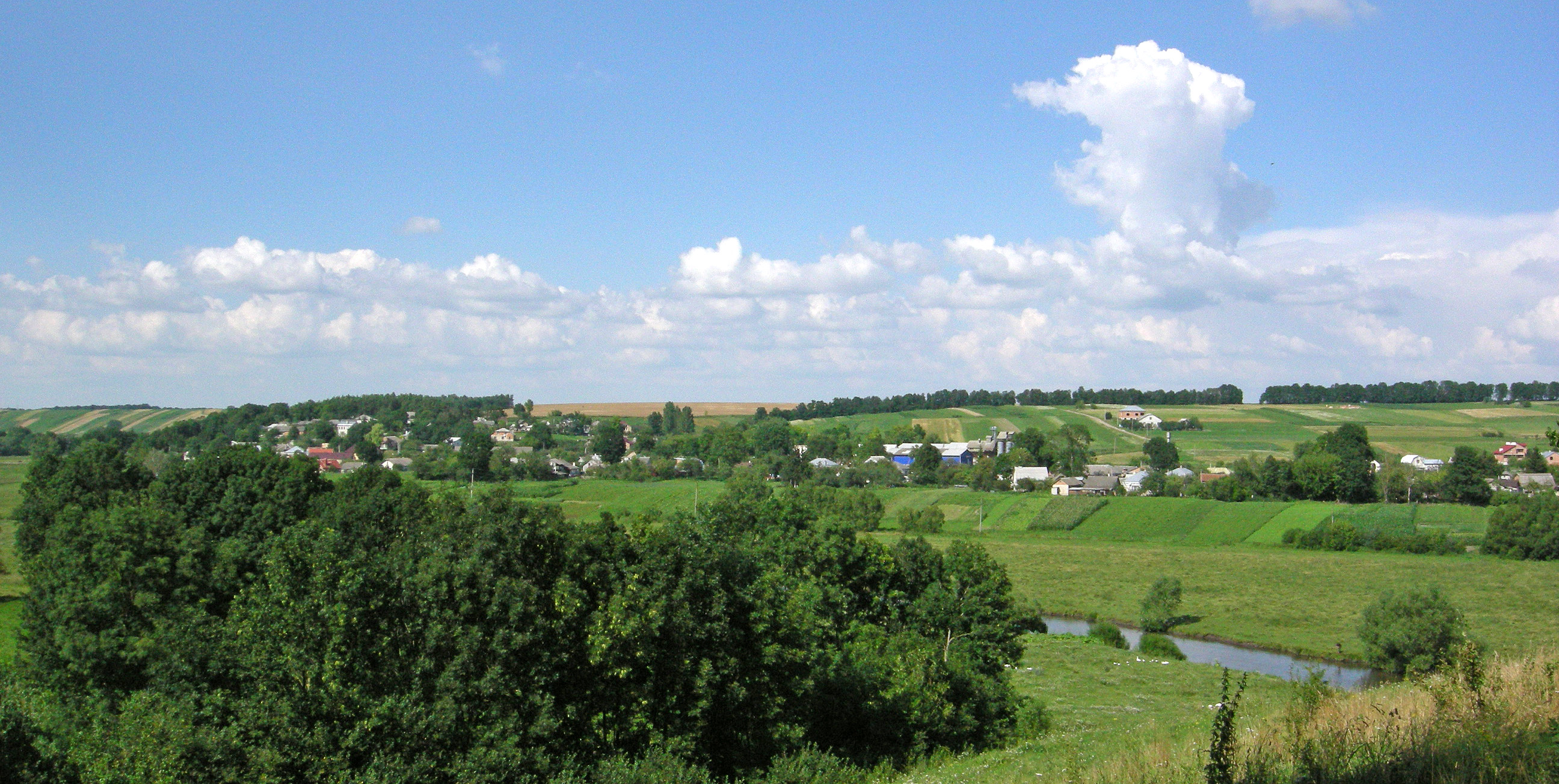
Blick auf das Dorf
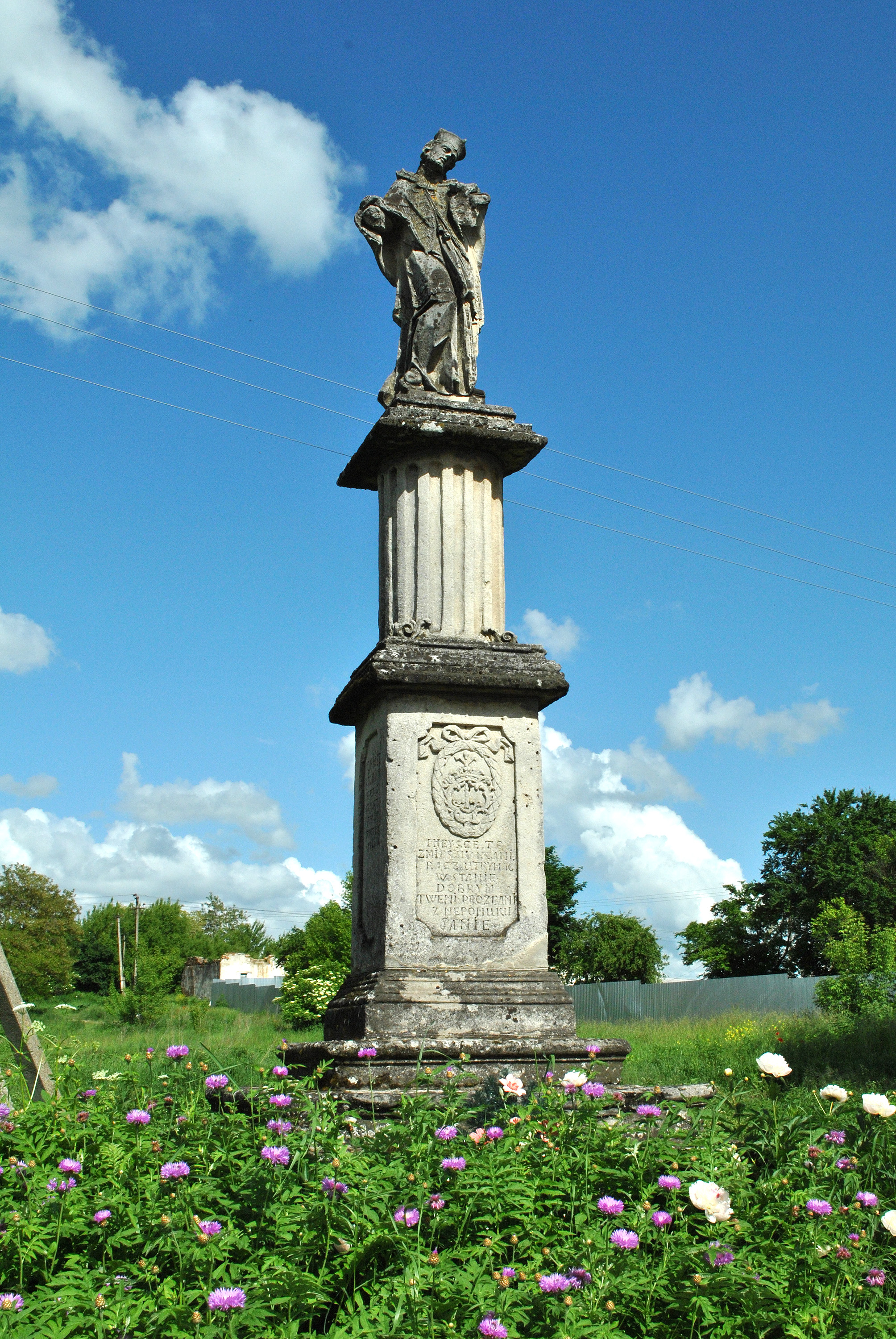
Statue des heiligen Johannes Nepomuk
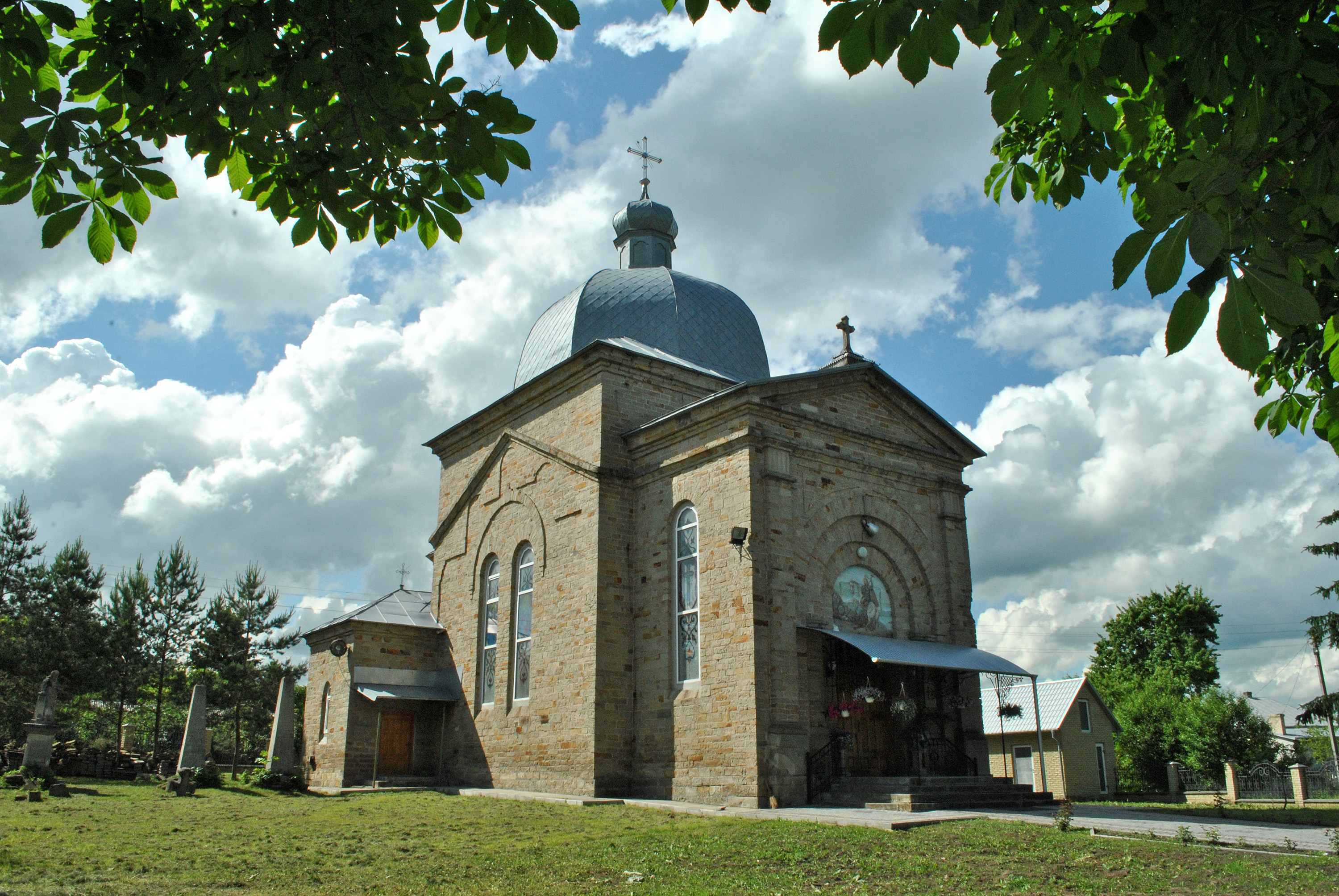
Dorfkirche